# Harold Corsini
Pour les articles homonymes, voir Corsini et Corsini (homonymie).
Harold Corsini, né le 28 août 1919 à New York et mort le 1er janvier 2008, est un photographe américain.

## Biographie
Harold Corsini né en 1919 à New York, était le fils d'immigrants italiens. Il assistait Arnold S. Eagle (en) durant trois ans. En 1938, il rejoint la Photo League. Sa carrière professionnelle commence dans le début des années 1940 quand il travaillait brièvement pour Life. En 1943 il se joint à un projet documentaire sur Standard Oil sous la direction de Roy Stryker.

## Vie privée
Il est marié à Mary

### Source de la traduction
- (en) Cet article est partiellement ou en totalité issu de l’article de Wikipédia en anglais intitulé « Harold Corsini » (voir la liste des auteurs).